# Mochlus brevicaudis
Mochlus brevicaudis — вид сцинкоподібних ящірок родини сцинкових (Scincidae). Мешкає в Західній Африці.

## Опис
Довжина сцинка Mochlus brevicaudis становить 10-13 см. Голова покрита симетричними пластинками, зіниці округлі. Луски на спині мають кілеподібну форму. 4 кінцівки відносно короткі, на кожній по 5 пальців. Хвіст відносно короткий, його довжина становить 63-76% від довжини решти тіла, на відміну від Mochlus guineensis, у якого довжина хвоста становить 77-105% від довжини решти тіла. У Mochlus brevicaudis спина коричнева, боки спереду більш темні, нижня частина тіла світла.

## Поширення і екологія
Mochlus brevicaudis мешкають на заході Гвінеї, в центральній частині Кот-д'Івуару та в західній і південній Гані, де річна кількість опадів становить 1000-1300 мм. Також вони мешкають в ганській частині гір Атакора, можливо, також на території Того. Mochlus brevicaudis живуть у вологих саванах, на висоті до 800 м над рівнем моря. Ведуть напівриючий спосіб життя, зустрічаються серед опалого листя, хмизу і вологого, пухкого ґрунту. Живляться комахами і павуками.